# UDA (logiciel)
UDA est un logiciel de compression de données et d’archivage de fichiers fonctionnant sous Windows.